# Place Fontette
La place Fontette est un espace public du centre-ville ancien de Caen aménagé au XVIIIe siècle à l'emplacement des anciennes fortifications de Caen. Bien que moins prestigieuse que sa voisine, la place Saint-Sauveur, elle offre tout de même un bon exemple de l'urbanisme du XVIIIe siècle.

## Origines

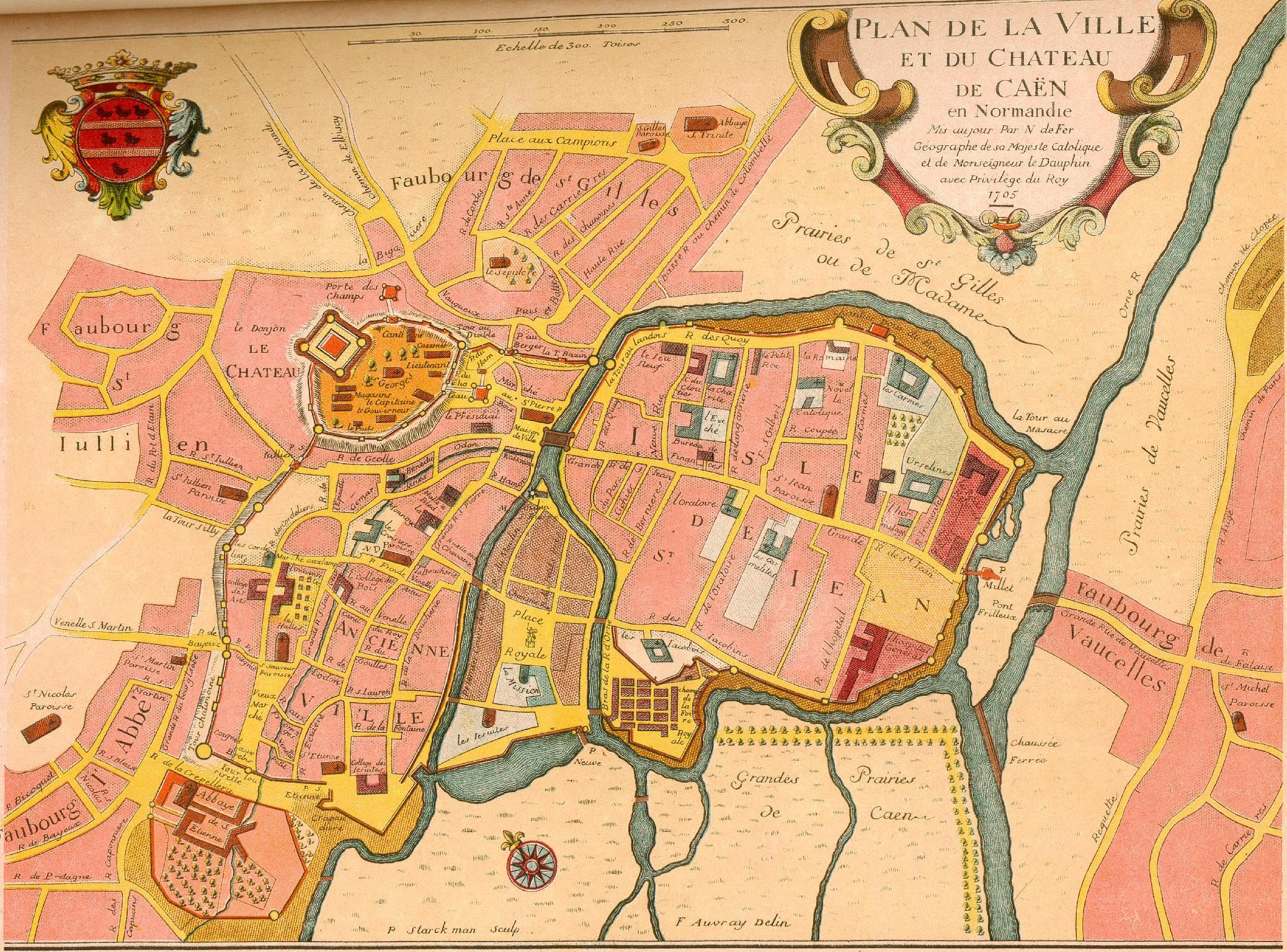
Plan de Caen daté de 1705

Au XVIIIe siècle, Caen était encore une ville à la physionomie héritée du Moyen Âge. Excepté le quartier de la Place Royale aménagé au XVIIe siècle sur une ancienne prairie entre Noë et Grand Odon, les Petits Prés, le reste de la cité était composé de rues étroites et de ruelles sinueuses, scindées par de nombreux cours d’eau (Noë, Petit et Grand Odon). La ville était encore marquée par son développement polynucléaire, chaque entité demeurant clos de rempart ; Bourg-l’Abbé (autour de l'abbaye aux Hommes) et Bourg-l'Abbesse (autour de abbaye aux Dames) restaient donc toujours séparés du reste de la cité. Au XVIIIe siècle, la foire de Caen connut un développement assez important et la population passa de 25 000 à 32 000 habitants ; la vieille ville se densifia, on rajouta un étage, le plus souvent le quatrième, aux maisons existantes. Les problèmes de circulation se firent de plus en plus difficiles à gérer.
Le nord-ouest de la ville offrait un bon exemple des embarras auxquels devaient faire face les Caennais du début du XVIIIe siècle. La place du Pilori, ou du Vieux Marché, (place Saint-Sauveur à partir de 1776), alors bordée de maisons en bois bâties sur des porches formant des passages couverts, se finissait sur un cul-de-sac appelé le Coignet aux Brebis, au pied de la Tour Lourirette. Ce secteur était alors isolé et peu recommandable. Ainsi, après la révocation de l'Édit de Nantes en 1685, les Huguenots, qui devaient être inhumés nuitamment dans des lieux secrets, utilisèrent le jardin du sieur Bacon de Brécourt comme cimetière ; ce terrain est en grande partie occupé aujourd'hui par les tribunaux. Les exécutions publiques avaient également lieu à proximité. Le seul accès à la vieille ville pour la population de Bourg-l’Abbé ou pour les personnes venant de l’Ouest se faisait par la Porte Saint-Martin reliée à la place Saint-Sauveur par la rue Pémagnie, étroite et tortueuse,.

## Les grandes opérations d'urbanisme del'époque classique

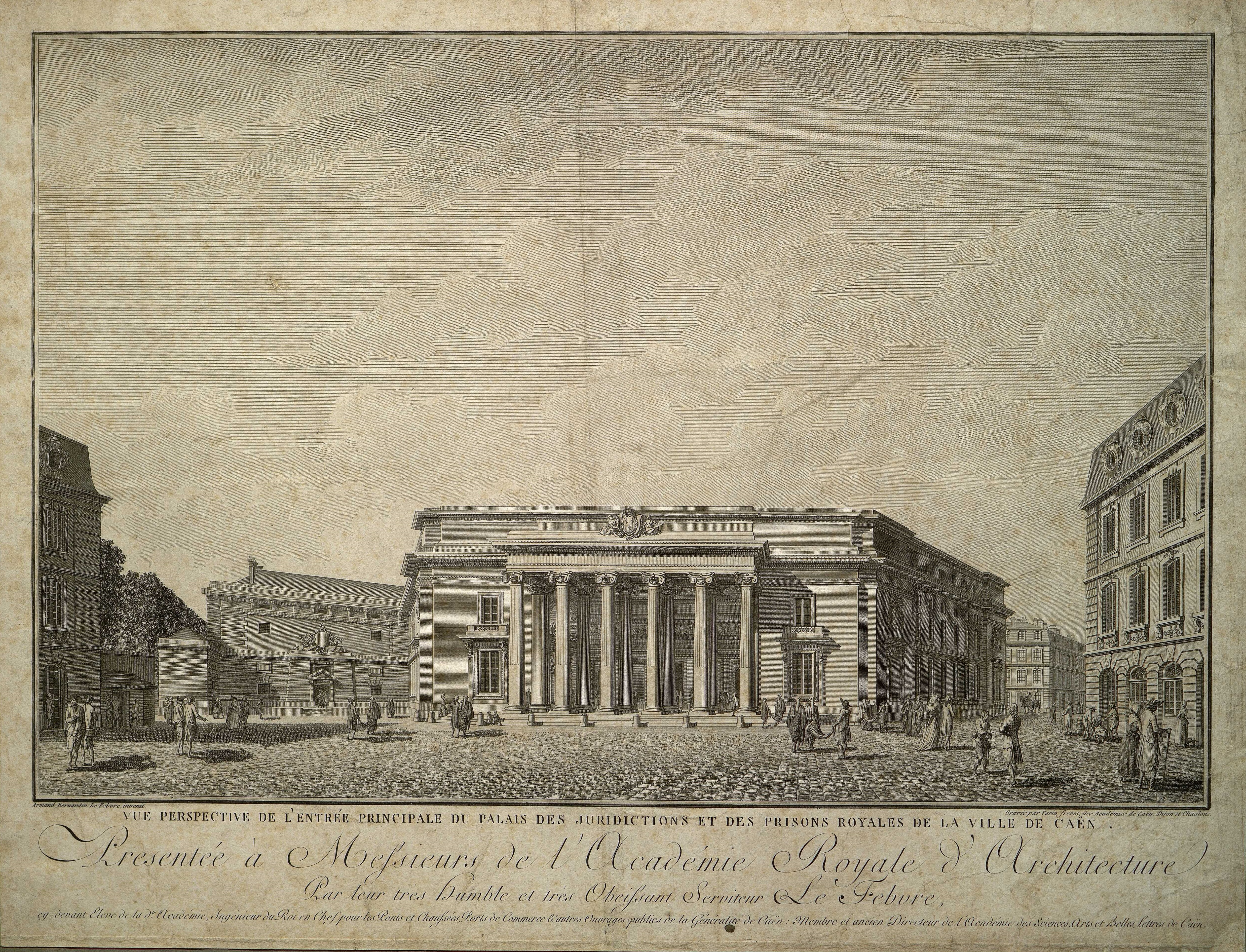
Projet du Palais de Justice, 1788.

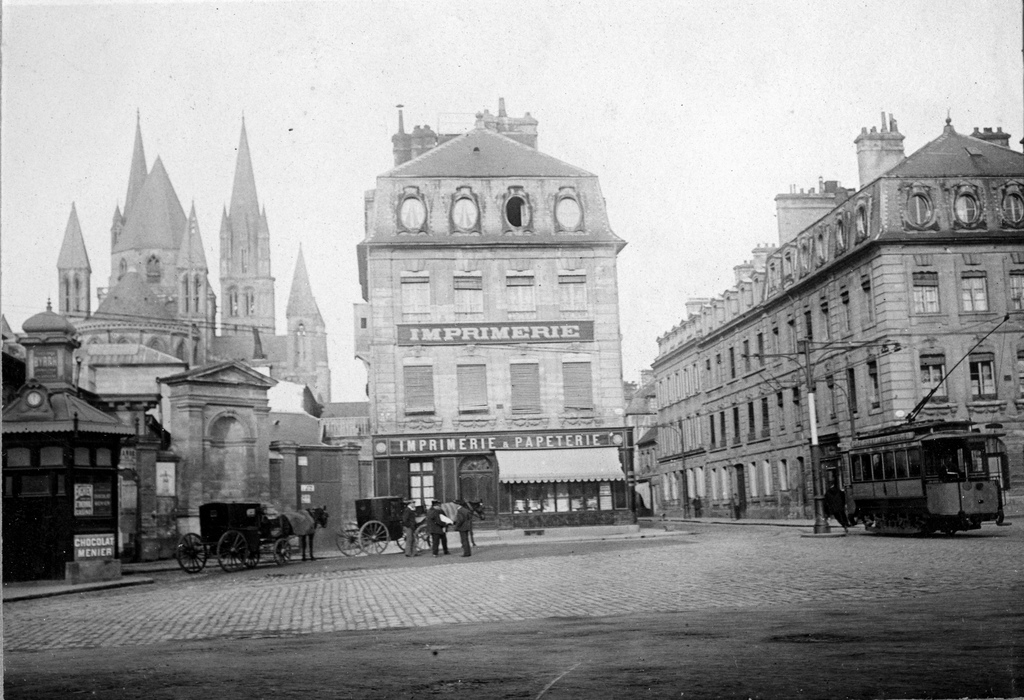
Tramway de la ligne 2 vers 1902.

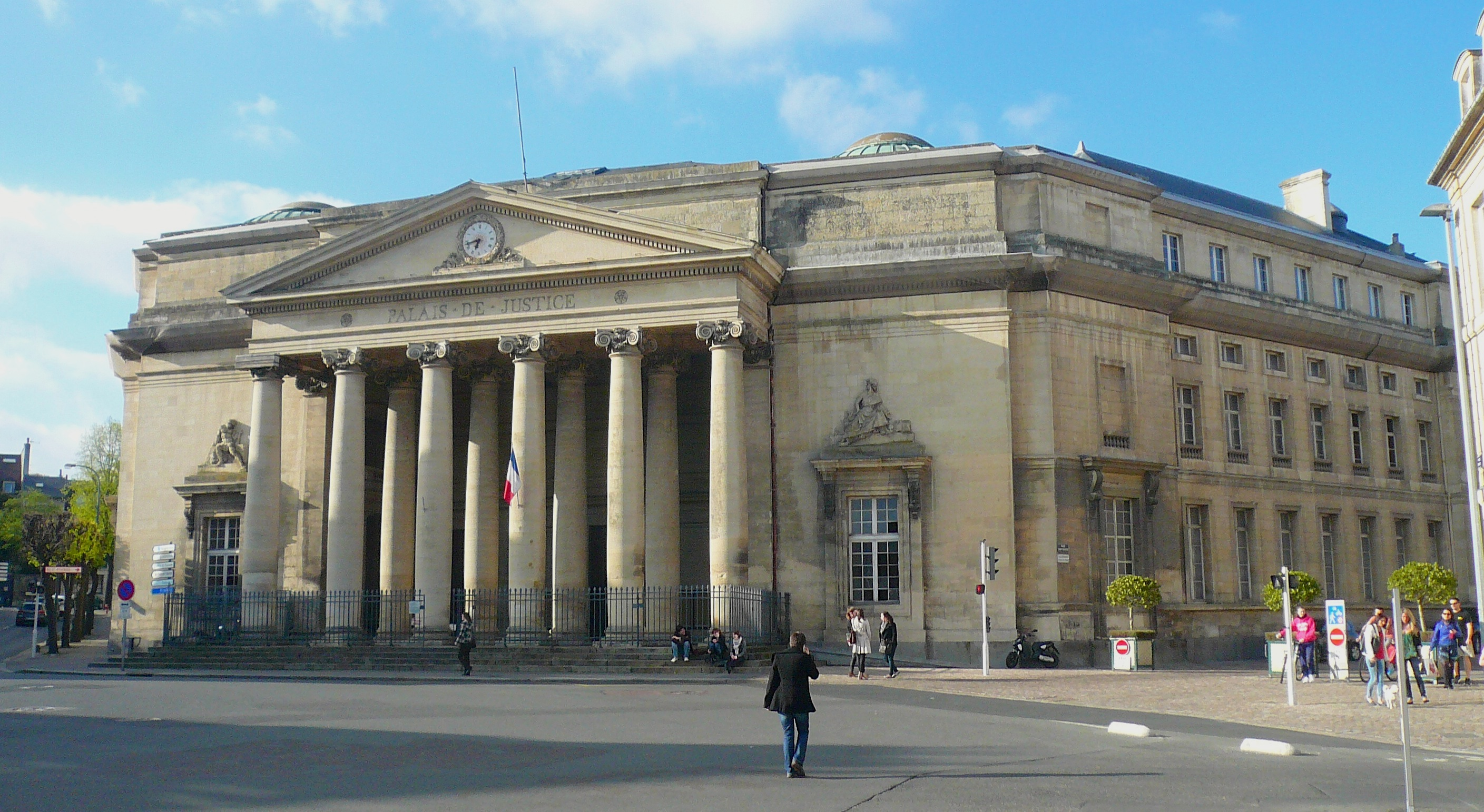
L'ancien palais de Justice (tribunal de grande instance) et la place Fontette en 2013.

En 1752, Louis XV nomma le baron de Fontette intendant de la Généralité de Caen. S’inscrivant dans le courant de rénovation urbaine du XVIIIe siècle en France, le représentant du roi, très au fait des questions d’urbanisme, décida d’aérer la ville. Il participa au réaménagement de la place Saint-Sauveur dont les anciennes bâtisses médiévales avaient été détruites pour permettre aux classes les plus aisées de construire de beaux hôtels particuliers sur un nouvel alignement. Moins présente dans l’esprit des Caennais d’aujourd’hui et pourtant tout aussi voire plus importante que le réaménagement de la place Saint-Sauveur, la création de la place Fontette fut une vraie révolution dans le dispositif urbain de la cité.
L'intendant décide en effet de créer une nouvelle entrée à l'ouest de la ville. Il fait raser les remparts et combler les fossés. Il en profite pour proposer, en 1755, un arrangement réglant le conflit qui oppose l'abbaye aux Hommes et la ville au sujet de la propriété des terrains situés entre les murailles de la ville et celles de l'abbaye. La ville reconnait la propriété de l'abbaye sur les terrains situés entre la tour Chastimoine et la porte Saint-Étienne ; mais en contrepartie, une rue rectiligne est percée en 1756 depuis la place des Petites Boucheries à travers les jardins de l’Abbaye aux Hommes afin de détourner le trafic de la rue Saint-Martin. La partie sud de ce nouvel axe, qui est appelé chemin neuf, puis rue Saint-Benoît (actuelle rue Guillaume-le-Conquérant depuis 1825), est lotie par les moines de Saint-Étienne, tandis que la partie nord est lotie par la ville. Au bout de cette nouvelle voie, on aménage une place octogonale, nommée place Fontette à partir de 1763[réf. nécessaire]. La rue Écuyère, qui s'arrêtait au niveau de l'actuelle impasse Écuyère, est prolongée jusqu'à la nouvelle place. Les rues Saint-Pierre et Écuyère sont alignées et élargies afin de permettre un accès direct et rapide au centre de la ville,. Dans la rue Écuyère, des lucarnes datées de 1750 et des agrafes de style rocaille permettent de relier ces travaux au règne de Louis XV.
À l'emplacement des anciens fossés, on éleva deux pavillons d'entrée : au sud, celui des moines achevé en 1758 (4 place Fontette) et, au nord, celui de la ville terminé 15 ans plus tard (2 place Fontette). En 1777, le Ministère de la Guerre décida de transformer ce dernier en caserne pouvant recevoir 200 hommes (afin de mettre l'armée à l'écart de la population mais tout en la maintenant à proximité en cas d'émeute). Les deux pavillons devaient être à l’origine reliés pour former une porte de ville, ; le projet, trop coûteux, fut abandonné.
À partir de 1783, on éleva le palais de justice de Caen au nord de la place. La façade ne fut achevée qu'aux environs de 1809. En 1840, les colonnes, trop fragiles, doivent être restaurées ; en 1847, le perron en granit de Vire et les grilles sont installés ; enfin en 1849, deux bas-reliefs de Léon Falconnier sont installés sur la façade principale.
En 1793, la petite-place Saint-Sauveur est renommée place des Tribunaux.

## Monuments historiques
Épargnée pendant la bataille de Caen, la place Fontette, inclus dans le périmètre du site du centre ancien de Caen inscrit en 1978, conserve un riche patrimoine de bâtiments et d'espaces publics classés ou inscrits aux monuments historiques.
| Monument          | Adresse                                              | Coordonnées                        | Notice         | Protection | Date | Illustration      |
| ----------------- | ---------------------------------------------------- | ---------------------------------- | -------------- | ---------- | ---- | ----------------- |
| Maison            | 2 place Fontette et 2 rue Guillaume-le-Conquérant    | 49° 10′ 56″ nord, 0° 22′ 16″ ouest | « PA00111177 » | Inscrit    | 1928 | Maison            |
| Maison            | 3 place Fontette                                     | 49° 10′ 54″ nord, 0° 22′ 14″ ouest | « PA00111178 » | Inscrit    | 1927 | Maison            |
| Maison            | 4 place Fontette et 1, 3 rue Guillaume-le-Conquérant | 49° 10′ 55″ nord, 0° 22′ 16″ ouest | « PA00111179 » | Inscrit    | 1928 | Maison            |
| Palais de justice | Place Fontette                                       | 49° 10′ 57″ nord, 0° 22′ 14″ ouest | « PA00111190 » | Inscrit    | 1975 | Palais de justice |

## Liens
- Caen, vues du ciel, par Stéphane Maurice